# Asphondylia clavata
Asphondylia clavata är en tvåvingeart som beskrevs av Gagne 1990. Asphondylia clavata ingår i släktet Asphondylia och familjen gallmyggor. Inga underarter finns listade i Catalogue of Life.